# 郭业洲
郭业洲（1966年2月—），江苏淮安人，中华人民共和国政治人物、外交官。现任中共中央外办副主任。

## 生平
毕业于北京外国语学院德语系，后供职于中共中央对外联络部，担任部长助理兼办公厅主任。2010年8月，接替张万学，担任中华人民共和国驻保加利亚大使。2013年8月回国，2014年1月，担任中共中央对外联络部副部长。2024年3月，转任中共中央外办副主任。

## 荣誉
外国勋章奖章
- 一级老山勋章（保加利亚，2013年7月29日于索菲亚总统府颁发[4]）